# 極楽テレビ
『極楽テレビ』（ごくらくテレビ）は、1985年10月17日から同年11月21日までテレビ朝日系列局で放送されていた朝日放送製作のバラエティ番組である。全5回。放送時間は毎週木曜 20:00 - 20:54 （日本標準時）。
この項目では、1985年11月28日から同年12月26日まで同時間帯で放送されていた『爆笑!!ライブハウス』（ばくしょう ライブハウス）についても触れる。

## 概要
番組は、変な宇宙人のコント「アタマ一家」などを中心とする内容で放送されていたが、視聴率の不振を理由にわずか1か月で打ち切られた。この番組の構成を手掛けた景山民夫は、自身の著書『極楽TV』（新潮社、1990年6月、ISBN 4-10-110213-9）でのビートたけしとの対談で「1回目の視聴率が（木曜20時台の番組であるのにもかかわらず） 2.9%だった」「放送1回目で打ち切りが決定した」と語っている。
その後、『爆笑!!ライブハウス』と改題して漫才形式の演芸番組になり、同年末まで放送された。このリニューアルで、『極楽テレビ』時代に出演していた野沢直子と斎藤晴彦と高橋幸宏が降板し、替わって高見知佳がメンバー入りした。
なお、この時間帯はそれまでテレビ朝日制作の時代劇を10年間放送していたが、『ニュースステーション』の開始に伴い火曜22時台の朝日放送制作枠が本時間帯に移動したものである。以降、この枠は1987年3月まで1年半続いた。
11月7日は「特別番組 スポーツスペシャル 列島縦断ドキュメント・阪神タイガース 日本一に燃えた日」のため休止した。

## コーナー
- 世界まねごとHOWマッチ…裏番組の『世界まるごとHOWマッチ（毎日放送制作、TBS系列）』のパロディコーナー。渡辺正行が大橋巨泉役を担当していた。
- コーナー名不明…仮装をした西川のりおが道を歩きながら視聴者からのおたよりを読むコーナー。番組が5回で終了したので実際はおたよりは読まれなかった。
- アタマ一家…映画コーンヘッズのような仮装をした4人（宇宙人という設定）が地球の文化について拙い日本語で文化評論をする。

## 出演者
- 島田紳助
- 野沢直子 - 『極楽テレビ』のみに出演。
- 斎藤晴彦 - 『極楽テレビ』のみに出演。
- 高橋幸宏 - 『極楽テレビ』のみに出演。
- 高見知佳 - 『爆笑!!ライブハウス』のみに出演。
- 西川のりお
- 渡辺正行
- ほか